# Hospital Civil "Dr. Antonio González Guevara"
El Hospital Civil "Dr. Antonio González Guevara" se ubica en la ciudad de Tepic, Nayarit; México históricamente se remonta al 5 de julio de 1791 en que fue fundado con el nombre de Hospital de San José por el Dr. Juan de Zelayeta con el objetivo de brindar atención a personas menesterosas, todo ello con carácter caritativo. Su localización era el lugar que actualmente ocupa el Asilo de Ancianos en Tepic.
Continúa funcionando como hospital aún durante 1885 al desaparecer el Distrito Militar de Tepic y pasar a ser Territorio de Tepic. Con 50 camas, se denominó Hospital Civil.
Posteriormente se traslada al suroeste de la ciudad en donde el 1 de diciembre de 1954 se inaugura como Hospital Central dependiendo de los Servicios Coordinados de Salud Pública de Nayarit; su construcción arquitectónica fue de tipo horizontal doble H, de acuerdo a las necesidades de esa época y el tipo de clima subtropical, con capacidad de 90 camas para dar servicio a una población de 120,000 habitantes aproximadamente. 

Con el transcurso del tiempo ha sufrido modificaciones, cambiando totalmente su aspecto arquitectónico dando una nueva imagen. la sección oriental era ocupada por la unidad sanitaria, que actualmente son las oficinas administrativas de los Servicios de Salud de Nayarit, los terrenos que miran hacia el sur se cedieron en 1973 al Instituto Mexicano del Seguro Social. 

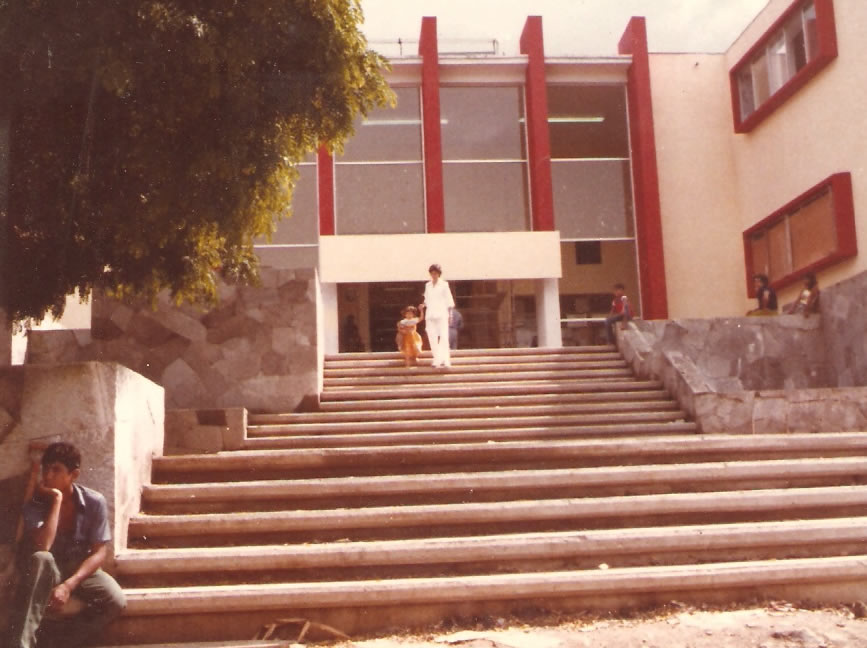

 De 1974 a 1982 se le hicieron 3 remodelaciones que se vieron interrumpidas por las condiciones económicas que prevalecieron en el país en ese tiempo. Fue en ese lapso que el hospital amplió su capacidad de atención a 100 camas y recibió la denominación como Hospital General "A". En 1992 se inicia una vigorosa remodelación y ampliación de la planta física, concluyendo su primera etapa en el área hospitalaria en diciembre de 1993, de consulta externa en el año de 1995, el área de enseñanza en 1996 e imagenología en 2005, año en que vuelve a cambiar su nombre al que actualmente ostenta, en honor a quien durante 33 años dirigiera los programas de salud en el estado. 
Adicionalmente se construyó un ala anexa que alberga el Centro Estatal de Cancerología donde se cuenta con un equipo muy avanzado en materia de Teleterapia (un Acelerador Lineal de Electrones con Colimador Multiláminas de 60 pares con Sistema de Planeación Tridimensional Computarizada), además de ofrecer tratamientos de Braquiterapia, Quimioterapia y consulta para Cirugía Oncologíca. Es importante hacer notar que durante el tiempo de las remodelaciones no ha habido interrupción del servicio asistencial.
Geográficamente se circunscribe a los límites del estado de Nayarit (27,884 km²) para atender una población de 498,032 habitantes que representan al 53.9 % de la población total del estado (Censo 2005). Esta atención se brinda conforme a las necesidades sanitario-asistenciales, los medios de comunicación existentes y la disponibilidad de los recursos de salud que le son proporcionados.
Operativamente procura limitarse a las actividades correspondientes al 2.° nivel refiriendo los pacientes del 3.° a los hospitales vecinos del estado de Jalisco.
El Hospital Civil "Dr. Antonio González Guevara" de los Servicios de Salud de Nayarit (SSN) es un hospital con la similitud del resto de las instituciones de salud en México, fue diseñado para brindar atención curativa aguda y no crónica ni preventiva, de ahí que sus instalaciones y recursos humanos tiendan a la inefectividad cuando este fenómeno acontece y rebasa las características específicas de atención hospitalaria.
Es un hospital de concentración en el estado, de estancia corta y media duración, con varias especialidades médicas, cuenta con apoyo docente para formación de especialidades básicas con una capacidad instalada de 130 camas censales y 25 camas no censales.
Actualmente el hospital cuenta con los cuatro servicios básicos: pediatría, medicina interna, cirugía general y gineco-obstetricia, adicionando anestesiología y diversas subespecialidades médicas como neurología, neumología, cardiología, psiquiatría, psicología, medicina materno fetal , algología y dermatología; subespecialidades quirúrgicas como neurocirugía, urología, cirugía reconstructiva y cirugía pediátrica. 
Cuenta con servicios de diagnóstico como imagenología, ultrasonido, laboratorio clínico y patología. Cierra el círculo de atención un eficiente servicio de enfermería, trabajo social, dietética, farmacia y un excelente sistema de captación estadística, además de los servicios generales.
Se tiene una dependencia directa con los Servicios de Salud de Nayarit que a través del director general y los subdirectores asignados supervisan permanentemente los programas específicos.

## Organización
Internamente se dirige por un cuerpo de gobierno integrado por: director, subdirector médico, subdirector administrativo y asistentes de la Dirección que son auxiliados en la toma de decisiones técnicas y administrativas por los siguientes órganos consultivos: Patronato, Consejo Técnico y Comités.
Tiene relaciones interinstitucionales con hospitales del sector público y privado, así como con dependencias federales y estatales de los diversos sectores de la administración pública. 
Esta distribución se encuentra apoyada por 18 consultorios de especialidad, el área de estomatología con 3 unidades dentales y un aparato de rayos X y un área de hidratación oral.
La unidad de tococirugía del servicio de ginecología y obstetricia cuenta con dos salas de expulsión.
El área de quirófanos del servicio de anestesiología tiene 4 salas de operaciones, una central de equipos y esterilización que brinda servicio a todo el hospital contando con tres autoclaves de vapor central.
El apoyo de estudios de laboratorio y gabinete cuenta con 2 salas de rayos X equipadas con aparatos de 500 mil amperios cada uno y una sala de ultrasonido, 6 peines de laboratorio debidamente equipados y con capacidad de proporcionar servicio de transfusiones sanguíneas.
El laboratorio de anatomía patológica cuenta con 3 microscopios eléctricos binoculares, horno de parafinado, histoquinete, microtomo, afilador de cuchillas, criostato, sala de autopsias y depósito refrigerado de cadáveres.
La clínica de dolor (Algología) proporciona funciones multidisciplinarias.
Los servicios paralelos a la atención médica se prestan en las diferentes áreas dispersas en el hospital y se concentra la información de sus actividades en áreas específicas contando con oficinas de trabajo social, farmacia, enfermería y archivo clínico. Por los servicios generales también se proporcionan en áreas diversas y existen talleres y sala de máquinas necesarias. Funciona una lavandería y una cocina que proporciona alimentación a pacientes y médicos becarios, así como al personal de turnos acumulados. Cuenta con seis ambulancias.
El área administrativa cuenta con espacios básicos y almacén, un archivo general.
En áreas anexas esta el edificio de enseñanza e investigación que cuenta con un auditorio, dos aulas, una biblioteca con hemeroteca y servicios de fotocopiado, fotografía e Internet.
Se tiene calculado un ingreso anual por concepto de cuotas de recuperación por un total de  $ 111,400,000.00 de las que se dispone un 15 % para el patrimonio de la beneficencia pública y el resto para cubrir las necesidades más urgentes que presenten insuficiencia con el presupuesto federal que ha sido asignado al Hospital.